# G2A
G2A.COM Limited (G2A) はゲーム製品に特化した世界的なデジタルマーケットプレイス。香港に本社を置いているが、ポーランド、オランダ、中国など様々な国にオフィスがある 。G2Aは1200万以上のユーザー、26万人の売り手、5万種類のデジタルゲームと全拠点に700人の従業員がいると主張している 。G2A.COMの主要な製品はSteam、Origin、Xboxのようなプラットフォームで有効化できるゲームキーである。マーケットプレイスで販売されている他の製品はソフトウェアと前払いのアクティベーションコードなどがある。
G2A.COM自身ではデジタル製品の購入・販売は行っておらず、プラットフォームを提供し売り手と買い手を繋ぐ仲介をしている。頻繁に購入する顧客向けにG2Aは 有料サービス「G2A Shield」を提供している 。マーケットプレイスに加えてG2Aはビデオゲームデベロッパー向けのパートナーシッププログラム「G2A Direct」やオンライン決済ゲートウェイ「G2A Pay」などの他の製品やサービスも提供している。G2AはまたEスポーツに関わっており、「Cloud9」、「Natus Vincere」及び「Virtus Pro」などのプロのゲームチームのスポンサーをしている。

## 歴史
G2A（創業時の名はGo2Arena）は2010年にBartosz SkwarczekとDawidRożekによってオンラインゲーム小売業者としてポーランドのジェシュフに設立された。G2A.COMの主な顧客は可処分所得が低い若いゲーマーだったので、できるだけ低価格でビデオゲームを販売するようになった。Skwarczekはゲームの正式な売り手になるためにGamescom、E3、G-Starなどの様々なイベントで多くの大手ゲームデベロッパーと提携交渉をしていると述べた。デペロッパーが興味を示さず市場動向も変化してきたことから、同社の事業モデルを小売業からマーケットプレイスへと変えた。

## 製品とサービス
2015年からG2Aはデジタルゲームマーケットプレイス以外のプロジェクトや製品開発に注力し始めた。2015年1月、G2Aは同社のオンライン決済ゲートウェイ「G2A PAY」を導入した。G2A PAYは200を超える世界的な支払い方法を統合しているビジネス向けの決済ソリューションである 。同年の後半にG2Aは同社初のバーチャルリアリティ(VR)アプリ「G2Aランド」を制作した。2016年早期にG2Aは3Dデザイン及びモデルの購入、販売、共有ができるオンラインマーケットプレイス 「G2A 3D」の導入で3Dプリント業界に参入した。2016年7月、G2Aはビデオゲームデペロッパーとパブリッシャー向けのパートナーシッププログラム「G2A Direct」を開始した 。2016年12月にはG2Aは2つの新製品「G2A Gear」「Blunt Force」を紹介した。G2A GearはG2Aブランドやゲーム、映画、テレビ番組、漫画のスローガンやイラストがプリントされた衣類やアクセサリーを販売している。同社はゲーム配信者及びYoutuberと提携してデザインされた商品が間もなくストアに追加されると主張した 。Blunt Forceは第二次世界大戦のVRシューティングゲームでG2Aのビデオゲーム開発スタジオ『G2A Dev Studio』によって現在開発されている。

## マーケティング活動
2014年から2015年までG2AはCloud9、Natus Vincere及びVirtus ProなどのEスポーツチームと提携関係を構築し 、今日までに業界に1000万ドルを投資した。
2016年8月、G2Aはポルトガルの『FIFA』プレイヤーのフランシスコ・クルーズと契約していたスポルティング・クルーベ・デ・ポルトゥガルと提携した。
G2Aは「PewDiePie」「Towelliee」「Maximus Black」「Castro 1021」などの多くのYoutuberや配信者とコラボしていると述べている。

## チャリティー
2015年12月1日、複数のTwitch.tvの配信者とYouTuber、ウェブサイト、ゲーマーが「#GamingTuesday」と呼ばれたSave the Childrenへの寄付金集めのプログラムに参加した。
G2Aは『Gaming for Good』のクリエイターの「Bachir "Athene" Boumaaza」と提携し、「Humanitarian Emergency All-Out Response Team(人道危機全面対応チーム、HEART)」を設立した 。 G2Aは2013年以降Gaming for Goodと協力しており、過去にBoumaazaと「Gamers got Hearts」のようなプロジェクトで提携したと述べた。
2014年から2015年の間、G2Aは SaveTheChildrenへの寄付金として50万ドルを集めたと述べ、その後500万ドルまで増えた。
2016年1月、G2Aはポーランドのチャリティーオークションイベント「Orchestra of Christmas Charity Foundation」に参加し、『ウイッチャー』の主人公ゲラルトの高さ2.5メートルの像を購入した。

## アワード
2016年の上旬でG2Aは消費者サービス、新製品とバーチャルリアリティーを含む複数のカテゴリーで7つの国際的な賞を受賞した。
| 年                                         | アワード                                     |
| ------------------------------------------ | -------------------------------------------- |
| Stevie Awards For Sales & Customer Service |                                              |
| 2016                                       | Customer Service Management Team of the Year |
| 2016                                       | Award for Innovation in Customer Service     |
| 2016                                       | Marketing Solution                           |
| Global Business Excellence Awards          |                                              |
| 2016                                       | Outstanding Fast-Growth Business             |
| 2016                                       | Outstanding Customer Service Team            |
| 2016                                       | Outstanding New Product / Service            |
| UK Financial Services Award SERVICES AWARD |                                              |
| 2016                                       | Innovation in Customer Experience            |
| Business Insider                           |                                              |
| 2017                                       | Innovation Initiator                         |

## 論争
G2Aは同社のキーの有効性について何度も論争の対象になってきた。パブリッシャーとジャーナリストはG2Aはキーを取得するグレーマーケットと見なしており、しばしばある地域の市場で安価に販売されていたゲームのキーを購入し、同じゲームにより高い値が付けられている別の地域にキーを再販することが可能になる。合法ルートではあるが、後者の地域ではパブリッシャーは利益を得ることが出来ない。彼らは基本的にG2Aは個人がキーを販売する仲介をしているのであり、盗難カードで購入されたキーがこれらのキーの安値を保証していると主張した。
G2Aはこれらの主張に対抗し、彼らは同社の事業モデルを理解しておらず、「G2A Direct」でパブリッシャーにキーの再販売による適切な分け前を得られることを保証し、顧客も「G2A Shield」で偽のキーから守られると主張した。しかしながら、G2A Directプログラムに参加している一部のゲームデペロッパーは「既に販売されている自身のゲームのキーをG2Aに取り下げさせることができない」ためDirectに参加しているだけだと主張した。
2017年7月、苦情に応える形で事業モデルのさらなる透明性を図るためG2Aは全てのキーの販売者に対し身元と住所を開示するよう要求し、適切なVAT税を適用するために全ての購入者に位置情報の確認を要求した。

### ライアットゲームズによるスポンサー活動禁止
League of Legends(LoL)のデペロッパーの「ライアットゲームズ」は2015年のLoLの世界大会期間中にG2Aがチームのスポンサーになることを禁止した。ライアットはG2Aで販売されているキーは違法に獲得されたものだと考えており、更にG2Aは上限までレベルを上げたアカウントを販売(ライアットのサービス規約に違反)していると主張した。
G2Aは、ライアットゲームズとの問題を解決するために 「ウィンウィン」の状況を見つけようと努力していたと回答し、禁止の主要因だったElo-boosted(代理でレベル上げ)されたLeague of Legendsのアカウントを販売するアカウントを停止した。 G2Aは問題を解決しようと試みたときにライアット側が協力せず、代わりにG2Aのマーケットプレイスでの攻略本の販売を禁止するなどのさらなる要求をしたと主張した。
INTZのTockers Gabriel 'Tockers' Claumannは、肩にG2Aウェブサイトのロゴが入ったシャツを着用したことで「カンペオナート・ブラジリロ・デ・リーグ・オブ・レジェンズ（CBLoL）2016」で1000ドル以上の罰金を科された。Claumannはゲームの途中でロゴの上にマスキングテープを貼るように求められ、後に罰金を科されると伝えられた 。G2Aはこの罰金を支払い、「Eスポーツ組織がG2AブランドのTシャツを着ていたことで厳しく罰せられるべきではない」と述べた。

### tinyBuildの申し立て
2016年6月、tinyBuildのAlex Nichiporchik CEOは、G2Aは不正に取得されたゲームキーを販売者が再販することを許していることで企業に45万ドルの損害があったとして同社を非難した。G2AはtinyBuildの主張に反応し、どの売り手が違法なチャージバック請求を行いG2Aから排除されたかを決定することで、どのキーが不正に購入されたかを特定できるようにすると述べた。G2AはまたtinyBuildが主張している45万ドルという数値に疑問を呈し、同社のゲームは他のサイトで複数回割引販売されているか無料で配布されていたので、45万ドルという数値は誇張であると感じたと述べた。tinyBuildはG2Aとの会話の中で、プラットフォーム上での不正を根絶することと引き換えに売上収益の一部がG2Aに渡るG2Aの決済プラットフォームへ参加するよう圧力を加えられていたと感じたと付け加えた。
G2Aの公式声明で迅速なコミュニケーションチャンネルでデペロッパーに対し完全なサポートを提供し、アドバンスツール(ブラックリストの交換、疑わしい販売者の特定及びオークションなど)の使用と賞を受賞した保護ソリューションのG2Aシールドを提供していると述べた。
議論の後、G2Aはマーケットプレイスのセキュリティ確保のため初期段階での認証ステップを強化しソーシャルメディアのプロフィールや電話番号認証などと共に単一アカウントで10以上の製品が販売された後は更なる認証が必要になるようにする 一方、同社とパブリッシャーとのパートナーシッププログラム「G2A Direct」を導入した。

### Gearboxとの提携
2017年4月3日、「Gearbox Publishing」がG2A.COMと『バレットストーム：フルクリップエディション』のコレクターズ版のG2Aでの独占販売で提携したと発表した 。YouTubeゲーム批評家のJohn "TotalBiscuit" Bainはこの動きに批判的であり、G2Aのネガティブ報道や同社に申し立てられた批難を引用し、Gearboxが取引をキャンセルしない限りバレットストームや他のGearbox gameのゲームの放送を控えると脅した。2017年4月6日、 バレットストーム：フルクリップエディションの発売予定の1日前にGearboxはBainと共に作ったG2Aへの最終通告リストを公開し、G2Aが承認しなければ取引を撤回するとした。最終通告はG2A Shieldサービス、ゲームデペロッパー向けのオープンAPI及びG2Aの決済システムに焦点を当てていた。翌日、Gearboxは最終通告に関して企業から返答がなかったことを理由にG2Aとの協力を終了すると公式に発表した G2Aは2017年4月10日にこの主張に応答し、「最終通告でのG2A.COMへの要求の全ては実際は当社のマーケットプレイスの一部についてだった」とし、この問題はBainとGearboxがどのようにG2Aがマーケットプレイスを運営しているかについてあまり知らなかったことにあると述べた。